# Alpineskiën op de Olympische Winterspelen 1952

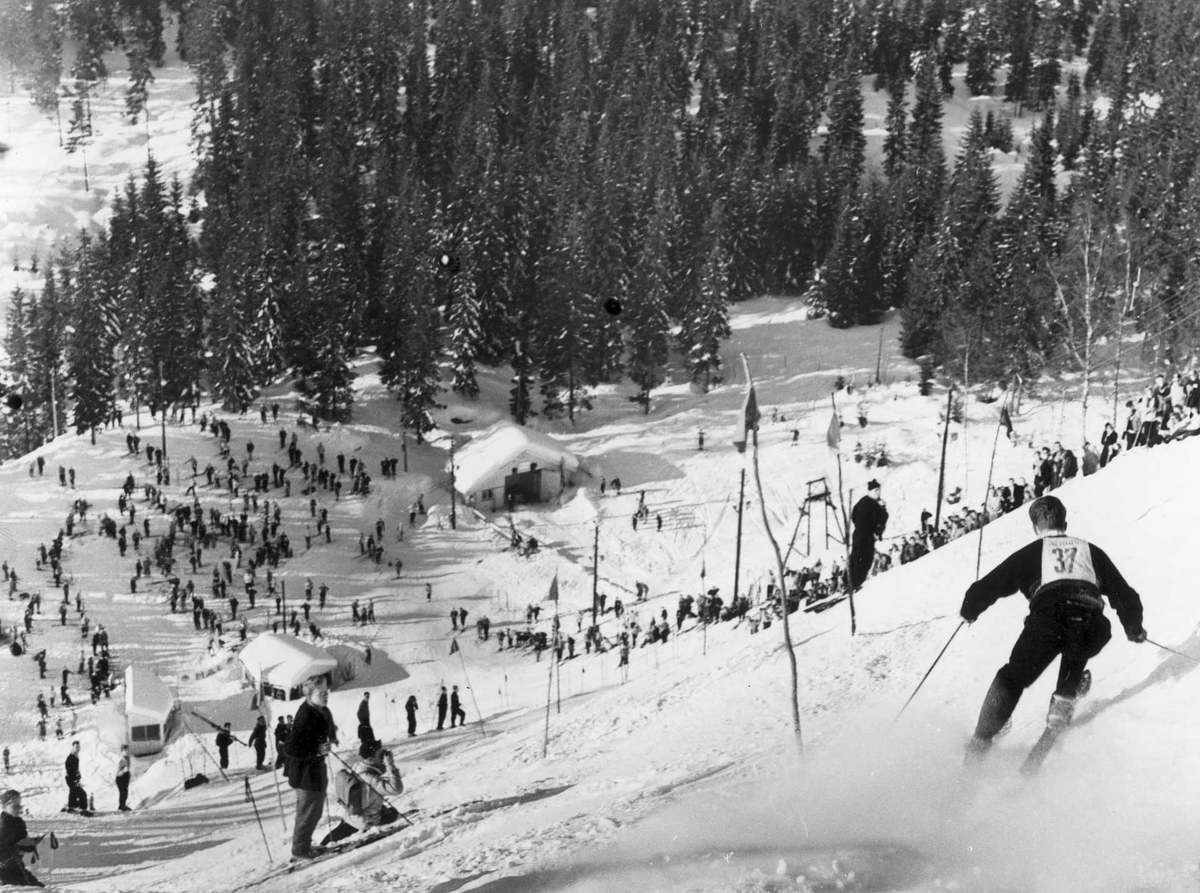
Stein Eriksen op de Olympische Winterspelen 1952

Alpineskiën is een van de sporten die beoefend werden tijdens de Olympische Winterspelen 1952 in Oslo. Deze wedstrijden golden tevens als wereldkampioenschap.

## Heren

### Afdaling
| rang   | sporter(s)       | land | tijd   |
| ------ | ---------------- | ---- | ------ |
| Goud   | Zeno Colò        | ITA  | 2:30.8 |
| Zilver | Othmar Schneider | AUT  | 2:32.0 |
| Brons  | Christian Pravda | AUT  | 2:32.4 |
| 4      | Fredy Rubi       | SUI  | 2:32.5 |
| 5      | William Beck     | USA  | 2:33.3 |
| 6      | Stein Eriksen    | NOR  | 2:33.8 |
| 7      | Gunnar Hjeltnes  | NOR  | 2:35.9 |
| 8      | Carlo Gartner    | ITA  | 2:36.5 |
|        |                  |      |        |
| 45     | Dick Pappenheim  | NED  | 3:00.0 |
| 48     | Peter Pappenheim | NED  | 3:05.7 |
| 61     | Michel Feron     | BEL  | 3:31.5 |
| 63     | Denis Feron      | BEL  | 3:36.5 |

### Reuzenslalom
| rang   | sporter(s)        | land | tijd   |
| ------ | ----------------- | ---- | ------ |
| Goud   | Stein Eriksen     | NOR  | 2:25.0 |
| Zilver | Christian Pravda  | AUT  | 2:26.9 |
| Brons  | Toni Speiss       | AUT  | 2:28.8 |
| 4      | Zeno Colò         | ITA  | 2:29.1 |
| 5      | Georges Schneider | SUI  | 2:31.2 |
| 6      | Brooks Dodge      | USA  | 2:32.6 |
| 6      | Stig Sollander    | SWE  | 2:32.6 |
| 8      | Bernhard Perren   | SUI  | 2:33.1 |
|        |                   |      |        |
| 52     | Dick Pappenheim   | NED  | 2:57.6 |
| 69     | Michel Feron      | BEL  | 3:14.0 |
| 70     | Peter Pappenheim  | NED  | 3:15.1 |
| 73     | Denis Feron       | BEL  | 3:19.2 |

### Slalom
| rang   | sporter(s)       | land | tijd   |
| ------ | ---------------- | ---- | ------ |
| Goud   | Othmar Schneider | AUT  | 2:00.0 |
| Zilver | Stein Eriksen    | NOR  | 2:01.2 |
| Brons  | Guttorm Berge    | NOR  | 2:01.7 |
| 4      | Zeno Colò        | ITA  | 2:01.8 |
| 5      | Stig Sollander   | SWE  | 2:02.6 |
| 6      | James Couttet    | FRA  | 2:02.8 |
| 7      | Fredy Rubi       | SUI  | 2:03.3 |
| 8      | Per Rollum       | NOR  | 2:04.5 |
|        |                  |      |        |
| 65     | Denis Feron      | BEL  | 1:21.1 |
| 68     | Peter Pappenheim | NED  | 1:22.6 |
| 73     | Michel Feron     | BEL  | 1:27.0 |
| 74     | Dick Pappenheim  | NED  | 1:29.1 |

## Dames

### Afdaling
| rang   | sporter(s)          | land | tijd   |
| ------ | ------------------- | ---- | ------ |
| Goud   | Trude Beiser-Jochum | AUT  | 1:47.1 |
| Zilver | Annemarie Buchner   | GER  | 1:48.0 |
| Brons  | Giuliana Minuzzo    | ITA  | 1:49.0 |
| 4      | Erika Mahringer     | AUT  | 1:49.5 |
| 5      | Dagmar Rom          | AUT  | 1:49.8 |
| 6      | Madeleine Berthod   | SUI  | 1:50.7 |
| 7      | Margit Hvammen      | NOR  | 1:50.9 |
| 8      | Joanne Hewson       | CAN  | 1:51.3 |

### Reuzenslalom
| rang   | sporter(s)             | land | tijd   |
| ------ | ---------------------- | ---- | ------ |
| Goud   | Andrea Mead-Lawrence   | USA  | 2:06.8 |
| Zilver | Dagmar Rom             | AUT  | 2:09.0 |
| Brons  | Annemarie Buchner      | GER  | 2:10.0 |
| 4      | Trude Klecker          | AUT  | 2:11.4 |
| 5      | Katy Rodolph           | USA  | 2:11.7 |
| 6      | Borghild Niskin        | NOR  | 2:11.9 |
| 7      | Celina Seghi           | ITA  | 2:12.5 |
| 8      | Ossi Reichert          | GER  | 2:13.2 |
|        |                        |      |        |
| 40     | Margriet Prajoux-Bouma | NED  | 3:31.0 |

### Slalom
| rang   | sporter(s)           | land | tijd   |
| ------ | -------------------- | ---- | ------ |
| Goud   | Andrea Mead-Lawrence | USA  | 2:10.6 |
| Zilver | Ossi Reichert        | GER  | 2:11.4 |
| Brons  | Annemarie Buchner    | GER  | 2:13.3 |
| 4      | Celina Seghi         | ITA  | 2:13.8 |
| 5      | Imogene Opton        | USA  | 2:14.1 |
| 6      | Madeleine Berthod    | SUI  | 2:14.9 |
| 7      | Marysette Agnel      | FRA  | 2:15.6 |
| 8      | Trude Beiser-Jochum  | AUT  | 2:15.9 |
| 8      | Giuliana Minuzzo     | ITA  | 2:15.9 |

## Medaillespiegel
| rang | land             | goud | zilver | brons | totaal |
| ---- | ---------------- | ---- | ------ | ----- | ------ |
| 1    | Oostenrijk       | 2    | 3      | 2     | 7      |
| 2    | Verenigde Staten | 2    | 0      | 0     | 2      |
| 3    | Noorwegen        | 1    | 1      | 1     | 3      |
| 4    | Italië           | 1    | 0      | 1     | 2      |
| 5    | Duitsland        | 0    | 2      | 2     | 4      |
|      |                  | 6    | 6      | 6     | 18     |